# Pittori soldato del Risorgimento
I pittori soldato del Risorgimento sono  soldati che si arruolarono con Garibaldi, dipingendo gli orrori della guerra.
Avendo combattuto in prima persona, questi rappresentarono in modo realistico sia gli eroi del risorgimento: i condottieri, i volontari, i soldati, le vittime, la gioia della vittoria e della conquistata libertà; ma anche lo strazio dei feriti e il dolore delle donne causato da addii, dall'attesa di notizie e dai commiati funebri.
Questo genere di pittura realistica tra il celebrativo e lo storico si diffuse nell'Ottocento in Francia, ne sono un esempio Gros e Delacroix. Successivamente si diffuse anche in Italia attraverso veloci mezzi di trasmissione dell'immagine come la litografia: una tecnica capace di raggiungere ogni latitudine sociale e geografica.

## Diffusione della pittura
Questo stile si diffuse principalmente in tre paesi europei:
In Francia i pittori cercarono di immortalare le azioni e gli avvenimenti più eroici delle gloriose insurrezioni contro i tiranni europei, ma anche le mutilazioni di ogni genere, come se dovessero dipingere una scena di orrore. In Italia la pittura militare romantica, come quella di Francesco Hayez, si trovò impreparata a rappresentare adeguatamente gli eventi rivoluzionari e i fatti militari del 1848-1849 rispetto alla Francia. Nonostante ciò, Induno commuove e colpisce mostrando le vittime innocenti attraverso un registro patetico e idealizzante, esaltando il sacrificio personale e l'umanità che aveva caratterizzato la partecipazione degli umili soldati; tutto ciò gli conferì il rango di primo pittore soldato. 
In Italia i dipinti realistici rappresentavano il popolo e l'idea di italianità che veniva contemporaneamente annientata dai cannoni francesi. 
In Austria, specialisti di pittura militare, rappresentarono gli stessi eventi dalla parte degli assedianti, mediante una documentazione meticolosa, fedele e ponendo attenzione ai risvolti quotidiani.

## Rapporto con la fotografia
Anche la fotografia risultò particolarmente significativa all'interno dei campi di battaglia: il primo reportage fotografico, in 40 calotipie, fu effettuato da Stefano Lecchi che, attraverso una tecnica detta “ della carta salata”, immortalò le gloriose rovine accanto alle devastazioni della guerra.
La pittura risultò più efficace della fotografia, non solo per esprimere le emozioni e le sensazioni derivanti dalle guerre, ma anche dal punto di vista pratico, dato che la tecnologia fotografica dell'epoca necessitava ancora di strumenti più ingombranti a differenza dei pittori a cui bastavano solo un foglio per gli schizzi che poi sarebbero stati elaborati successivamente nei loro studi.

## Artisti principali
Gli artisti più significativi sono:  Gerolamo Induno, Eleuterio Pagliano, Federico Faruffini, Michele Cammarano, Giovanni Fattori e Raffaele Pontremoli, .

## Opere
Tra le opere principali di Gerolamo Induno troviamo: 
- Trasteverina uccisa da una bomba
- La battaglia della Cernaja
- La partenza dei coscritti nel 1866
- La discesa d'Aspromonte
- La lettera dal campo

Tra quelle di Giovanni Fattori vi sono:
- Soldati francesi
- Garibaldi a Palermo
- Lo staffato

Altri dipinti significativi dei pittori soldato sono:
- La battaglia di Varese, di F. Faruffini
- Passaggio del Ticino, di E. Pagliano
- Il Duomo illuminato al bengala, di L. Medici
- I bersaglieri, di M. Cammarano